# Конституция Тувалу
Конституция Тувалу — высший закон Тувалу. Согласно ей, все прочие законы должны толковаться и применяться в соответствии с настоящей Конституцией. В ней излагаются принципы Билля о правах, защиты основных прав и свобод.
Независимость Тувалу была предоставлена ему Великобританией на основании Указа о независимости Тувалу 1978 года. 1 октября 1978 года Тувалу стала независимой конституционной монархией. Монарх Карл III, как король Тувалу, является главой государства, представляемым генерал-губернатором, который назначается королевой по совету премьер-министра Тувалу. При обретении независимости была принята конституция. В 1986 году Тувалу утвердило обновлённую Конституцию, разработанную лидерами общин и членами парламента Тувалу. В мае 2018 года в рамках Проекта по пересмотру Конституции Тувалу был завершён перевод действующей Конституции на язык тувалу.

## Политические институты Тувалу
Жители Тувалу участвовали в политических институтах колонии островов Гилберт и Эллис во время перехода к самоопределению. В 1974 году колония островов Гилберт и Эллис получила свою собственную конституцию. В декабре 1974 года был проведён референдум, чтобы определить, должны ли острова Гилберта и острова Эллис иметь свою собственную администрацию. В результате референдума о самоопределении островов Эллис 1974 года 1 января 1976 года колония островов Гилберта и Эллис прекратила свое существование, и появились отдельные британские колонии Кирибати и Тувалу.

## Конституция, принятая при независимости
Тувалу стало полностью независимым в рамках Содружества наций 1 октября 1978 года, приняв конституцию. Джон Ф. Уилсон, как генеральный прокурор, консультировал по вопросам перехода Тувалу к независимости, включая участие в Конституционной конференции в Мальборо-Хаус в Лондоне и посещение каждого острова Тувалу для разъяснения Конституции.

## Пересмотр Конституции Тувалу
В 2016 году начался пересмотр Конституции Тувалу. Проект пересмотра конституции Тувалу был осуществлён Программой развития Организации Объединённых Наций и правительством Тувалу. В рамках проекта были пересмотрены отношения исполнительной власти и парламента и обязательства Тувалу по международному праву. В проекте учитывался социально-экономическая и политическая ситуация в стране — чувствительность к политическому и религиозному разнообразию среди христиан и религиозных меньшинств Тувалу. Пересмотр Конституции Тувалу продолжался и в 2021 году, на это были выделены средства из Национального бюджета Тувалу на 2021 год.